# Commentateur sportif
Un commentateur sportif est la personne qui assure le commentaire et l'explication d'une rencontre sportive, à la radio ou plus couramment à la télévision.
Lors de retransmissions sportives, un commentateur émet des commentaires sur  un match en cours ou un événement en temps réel, généralement pendant une émission présentée en direct.
Les commentaires prennent la forme d’une voix off. Dans le cas d’un événement sportif retransmis à la  télévision, le commentateur n’apparaît que très rarement à l’écran. 
Souvent, le commentateur principal, appelé ‘commentateur play-by-play’, est assisté par un consultant, et parfois d’un correspondant sur le terrain. 
Aux États-Unis, le commentateur sportif endosse plusieurs fonctions : il peut être à la fois  présentateur, animateur, ou bien sportif professionnel. 
En Grande-Bretagne, le présentateur d'une émission sportive est habituellement distinct du commentateur, et il est souvent basé dans un studio de télévision hors du lieu de l’événement.

## Typologie
Les commentateurs « action-par-action » (de l'anglais play-by-play) donnent un suivi du match en temps réel et sont appréciés pour leur facilité d'expression et leur capacité à décrire les actions qui s’enchainent  rapidement. Les consultants sont quant à eux évalués par la perspicacité de leurs commentaires et leur expérience sportive en tant que joueur et/ ou entraîneur, tandis que les commentateurs sont plus susceptibles d'être journaliste à la radio. 
Il existe néanmoins de nombreuses exceptions à ces tendances générales.
Le plus commun pour une émission de télévision est d'avoir une équipe à la fois constituée d’un commentateur et d’un consultant. Au Royaume-Uni cependant, cette distinction  est beaucoup moins importante. Les équipes de commentateurs de deux hommes sont en général accompagnées d'un passionné sportif, de formation journalistique mais ne possédant peu ou pas d'expérience en compétition, et d’un expert chargé d’analyser et de synthétiser les actions. 
D’une manière générale, la plupart des consultants présentent uniquement le sport qu'ils pratiquent, tandis que les commentateurs - tels que Michaels, Mike Patrick et David Coleman – peuvent être amenés à présenter plusieurs  sports différents.

## Des logiciels
Plusieurs entreprises proposent des solutions logicielles pour les amateurs ou les professionnels, par exemple, Opta, Deltatre, Enetpulse, YouFoot, etc. Ces solutions logiciels permettent de  générer les statistiques, enregistrer les scores, gérer les équipes et les compétitions et commenter les matches en direct.